# Бенкендорф, Александр Александрович
Александр Александрович (фон) Бенкендорф (29 августа 1848 — 14 ноября 1915) — русский военачальник, генерал-лейтенант (1905).

## Биография
Из дворянского рода Бенкендорфов русского подданства, остзейского немецкого происхождения. Сын лютеранина Александра Павловича (Готхарда Александра Константина фон) Бенкендорфа (1819—1851), кавказского сослуживца М. Ю. Лермонтова и двоюродного брата шефа жандармов и его жены Екатерины Дмитриевны Бенардаки (1825—1905), дочери богатейшего негоцианта, уроженца города Таганрога, Дмитрия Егоровича Бенардаки, грека по национальности. Как сын православной и лютеранина, согласно законам Российской империи, был крещён в православие. Имел двух братьев: Дмитрия (художника-акварелиста и предпринимателя, академика ИАХ, действительного статского советника) и Леонида (коллежского советника, управляющего на золотых приисках).
Окончил Николаевское кавалерийское училище, где учился в 1866—1868 годах, в числе лучших выпускников. Был первым в выпуске по строевой подготовке, за что его имя было записано на мраморную доску. Из училища был выпущен корнетом в Лейб-гвардии Гусарский Его Величества полк. В чине ротмистра того же полка принял участие в Русско-турецкой войны 1877-1878 годов  (боевые действия под Телишем, переход через Балканский хребет, боевые действия в окрестностях Пловдива).
В 1880 году был произведён в полковники. Почти десять лет (1882—1891) находился «для особых поручений» при начальнике Главного штаба, после чего (1891) получил под своё командование 27-й драгунский Киевский полк, шефом которого в то время был британский престолонаследник — принц Уэльский. 
Командовал полком около четырёх лет. В 1895 году был повышен до генерал-майора, после чего последовательно возглавлял ряд кавалерийских бригад: 2-ю 4-й кавалерийской дивизии (1895—96), 2-ю 12-й кавалерийской дивизии (1896), 1-ю 12-й дивизии (1896—1905). В 1905 году был повышен до генерал-лейтенанта и назначен начальником 12-й кавалерийской дивизии. 
Два года спустя (1907) был уволен в отставку по состоянию здоровья с мундиром и пенсией. 
Скончался в 1915 году и был похоронен на Новодевичьем кладбище в Санкт-Петербурге (величественное надгробие, выполненное скульптором Пьетро Кюфферле, сохранилось).